# Gemeri
Gemeri (amharski: Gemeri Hāyḳ starije ime Odumi, je slano jezero na sjeveroistoku Etiopije u regiji Afar. Jezero Gemeri je prvo u nizu od 6 većih slanih jezera (i 20 manjih) kojima završava tok rijeke Avaš koja na svom kraju uvire u Jezero Abe u Danakilskoj pustinji na granici 
Etiopije i Džibutija. 

## Zemljopisne osobine
Jezero je udaljeno oko 400 km sjeveroistočno od Adis Abebe i oko 240 km sjeverozapadno od regionalnog središta Harara. Najveći grad u njegovoj blizini je Asaita, upravno središte zone 1.
Jezero je dugo od 15 do 40 km i široko 5 do 28 km, a površina mu varira od 6000 do 72. 000 km², ovisno o količini oborina. Leži na visini 339, i ima maksimalnu dubinu od 0, 5 - 5 metara. Gemeri zajedno s nizvodnim jezerima; Afambo, Bario, Laitali, Gargori tvori močvaru koja se produžava do jezera Abe.
Jezero napaja rijeka Avaš koja na nekih 26 km uzvodno od jezera kod mjesta Asaita ima deltu i razdvaja se u dva osnovna kanala, jedan kanal(sjeverni) teče ravno u smjeru istoka, te se potom ponovno razdvaja u dva kanala koja uviru na zapadne obale jezera.  Jugoistočni kanal, teče u smjeru jugoistokaistoka do vulkana Dama Ali, tu mjenja smjer i teče na istok, nešto niže od jezera Bario ponovno se spaja sa sjevernim kanalom, zatim se kod mjesta Arissa razdvaja u deltu i uvire u jezero Abe.
Uz istočnu obalu jezera podiže se poput zida stjenovita planina visoka 1.358 m.
Po jezeru raste šaš i tipično močvarno bilje, uz jezero žive krokodili, nilski konj i bradavičaste svinje, i ostale uobičajene vrste močvara; zmije, mali sisavci i puno vodenih ptica. 